# Sicamugil
Sicamugil es un género de peces actinopeterigios de agua dulce, distribuidos por ríos del sur de Asia.

## Especies
Existen dos especies reconocidas en este género:
- Sicamugil cascasia (Hamilton, 1822)
- Sicamugil hamiltonii (Day, 1870)